# Suzanne Sauvaigo
Pour les articles homonymes, voir Sauvaigo.
Suzanne Sauvaigo est une femme politique et avocate française, née le 15 juillet 1930 à Rabat (Maroc). Elle est maire de Cagnes-sur-Mer de décembre 1984 à juin 1995 et députée RPR des Alpes-Maritimes de juin 1988 à avril 1997. Elle est la veuve de Pierre Sauvaigo.

## Biographie
Suzanne Sauvaigo est la fille d'un médecin colonel affecté au Maroc lorsqu'elle nait en 1930. Sa famille est originaire d'Algérie française. Après une scolarité à Metz puis Paris, elle est licenciée en droit à Nice, et est avocate au barreau de Nice de 1952 à 1973. Elle rejoint le barreau de Grasse en 1973 et devient bâtonnière de ce barreau en 1983-1984. 
Son mari Pierre Sauvaigo est maire UNR puis UDR puis RPR de Cagnes-sur-Mer à partir de 1961, conseiller général élu dans le canton de Cagnes-sur-Mer, et député des Alpes-Maritimes à partir de 1973. Il meurt en février 1983. Suzanne Sauvaigo le remplace au conseil général à l'issue d'une élection cantonale partielle facilement remportée en mai 1983 où elle est investie par le RPR. Par ailleurs, Jean-Raimond Giacosa (UDF), premier adjoint au maire de Cagnes-sur-mer, prend la tête de la mairie mais meurt en septembre 1984. Dix-neuf conseillers municipaux favorables à une candidature de Suzanne Sauvaigo démissionnent alors, et des élections municipales partielles sont organisées en novembre 1984. La liste RPR-UDF menée par Suzanne Sauvaigo, composée de 31 élus sur 34 de la majorité sortante, remporte de peu ces élections au second tour avec 40,85 % des voix face à une liste divers droite menée par une adjointe sortante (38,98 %) et à une liste FN-CNIP (20,15 %),. Disposant d'une majorité de 28 sièges sur 39, Suzanne Sauvaigo est élue maire le 1er décembre 1984.
Elle est réélue maire de Cagnes-sur-Mer en 1989, mais perd la mairie aux élections municipales de 1995 au profit de Louis Nègre (Divers droite).
Lors des élections législatives de 1988, elle est élue députée de la sixième circonscription des Alpes-Maritimes (Cagnes-sur-Mer, Saint-Laurent-du-Var, Vence, Carros) au second tour avec 61,47 % des voix face à la socialiste Odette Boivin. Elle siège dans le groupe RPR. Réélue en 1993 au second tour avec 66,62 % des suffrages face au candidat du Front national Jean-Paul Ripoll, elle siège à nouveau dans le groupe RPR et devient notamment rapporteur de la commission d'enquête sur l'immigration, tenue d'octobre 1995 à avril 1996, ce qui l'amène à présenter un rapport vivement critiqué pour renforcer la lutte contre l'immigration clandestine. Elle est battue aux élections législatives de 1997 par le dissident RPR et maire de Villeneuve-Loubet Lionnel Luca : avec 17,8 % des voix au premier tour, elle ne peut se qualifier pour le second tour qui oppose Lionnel Luca au candidat du Front national Jean-Paul Ripoll.
En 1995, elle devient brièvement présidente de la fédération départementale des Alpes-Maritimes du Rassemblement pour la République.

### Mandats
Députée
- 12/06/1988 - 01/04/1993 : députée de la sixième circonscription des Alpes-Maritimes
- 28/03/1993 - 21/04/1997 : députée de la sixième circonscription des Alpes-Maritimes

Maire
- 1er décembre 1984- juin 1995 : maire de Cagnes-sur-Mer

Conseillère générale
- mai 1983 - octobre 1988 : conseillère générale des Alpes-Maritimes, élue dans le canton de Cagnes-sur-Mer-Ouest